# Interstellar (trilha sonora)
Interstellar: Original Motion Picture Soundtrack é o álbum da trilha sonora do filme Interstellar, que foi lançado em 2014 e dirigido por Christopher Nolan. A composição do filme foi feita por Hans Zimmer, que anteriormente já havia composto as músicas de outros filmes de Nolan, como a trilogia Batman e A Origem. A trilha recebeu aclamação crítica. Antes de seu lançamento digital, a trilha havia sido sido indicada para um prêmio na academia e na categoria Composição Original do Hollywood Music in Media Awards. A trilha sonora foi lançada no dia 17 de novembro de 2014 pela gravadora WaterTower Music, do grupo Warner Bros..

## Desenvolvimento
| “                                                                                 | Eu vou lhe dar um envelope com uma carta dentro. Uma página. Ela irá lhe contar a fábula central da história. Você trabalha por um dia e depois toca para mim o que você escreveu. | ” |
| — Christopher Nolan, no processo de composição da trilha do filme com Hans Zimmer | |   |

Em outubro de 2012, Christopher Nolan enviou a Hans Zimmer um bilhete datilografada que detalhava o tema de seu filme e pediu a Hans que ficasse um dia escrevendo algumas ideias musicais. Quando Hans recebeu o bilhete, ele estava em uma reunião de alunos na Universidade Loyola Marymount. Em uma noite Hans escreveu uma partitura para piano e órgão. De acordo com ele, sentiu "o que significava ser um pai". Nolan ouviu sua produção e explicou-lhe superficialmente do que trataria o filme. Visto que o filme também explora um relacionamento de pai e filha, Nolan chamou a partitura de o "coração da história". Christopher começou então a escrever, com essa partitura fazendo-lhe companhia durante o processo de escrita e gravação. De acordo com Hans, compositores tipicamente tornam-se envolvidos até o fim da criação de um filme, mas para Interstellar, ele começou a compor dois anos da estreia nos cinemas. Em uma entrevista para o The Hollywood Reporter , Hans declarou que pôde relacionar seu relacionamento com seu filho com aquele bilhete enviado inicialmente por Nolan. Zimmer foi citado dizendo "Essa história, essa fábula, esses pequenos pedaços de diálogo que ele escreveu para mim eram cheios de informação pessoal que ele tem sobre mim e meus filhos". De acordo com ele, Interstellar relaciona-se com pessoas em total isolamento. No verão de 2013, Hans isolou-se em seu apartamento em Londres por um mês para viver como um eremita. Para o filme, Hans e Nolan falaram sobre livros, o espaço e fotos da NASA disponíveis em livros que crianças leem.
Demorou dois anos para Hans conceitualizar e compor a trilha, em paralelo com a escrita e filmagem do filme. Geralmente, quando Nolan estivesse gravando uma cena, Hans já teria terminado a música daquela cena em particular. No entanto, a maioria da gravação foi feita no final do outono de 2014. Hans tocou ele mesmo cada nota de cada música do filme ele mesmo, fazendo um extensivo uso de seu computador e sintetizadores, explicando que isso conferiu à música uma qualidade singular. Posteriormente, não obstante, ele precisou de músicos para tocar partes mais específicas da trilha. Zimmer e Nolan visitaram a Igreja do Templo em Londres para gravar no órgão Harrison & Harrison de quatro teclados de 1926, tendo sido tocado pela diretor de música Roger Sayer. Ademais, para a trilha em geral, Hans adicionou um grupo de 34 cordas, 24 Madeiras e 4 pianos, gravando tudo isso no AIR's Lyndhurst Hall studios. O próprio Hans tocou o piano para as cenas do filme que se passam próximas a Saturno. Ele também adicionou um coro misturado de 60 vozes. De acordo com o músico, o conceito de ar e respiração ressoam por toda a trilha sonora, visto que Insterstellar gira muito em torno de astronautas em trajes espaciais.
Richard Harvey e Gavin Greenaway foram responsáveis por reger trilha sonora. Hans disse-lhes que reunissem um grupo de tocadores de madeiras e depois pediu que os músicos trocassem sons estranhos e incomuns com seus instrumentos. Os elementos de coro foram experimentais. Zimmer usou o coral de modos incomuns, por exemplo: "ouvir a expiração de 60 pessoas como se o vento fluísse pelas dunas no Saara". Ele fez o coro se afastar dos microfones, usando-os como reverberações para os pianos. Ele explicou: "Quanto mais longe ficamos da terra no filme, mais o som é gerado por humanos - mas uma alienação de sons humanos. Como as mensagens de video no filme, eles são um pouco mais corroídos, um pouco mais abstratos".

## Lista de trilhas

### Edição padrão
| N.º            | Título                    | Duração |  |
| 1.             | "Dreaming of the Crash"   | 3:55    |  |
| 2.             | "Cornfield Chase"         | 2:06    |  |
| 3.             | "Dust"                    | 5:41    |  |
| 4.             | "Day One"                 | 3:19    |  |
| 5.             | "Stay"                    | 6:52    |  |
| 6.             | "Message from Home"       | 1:40    |  |
| 7.             | "The Wormhole"            | 1:30    |  |
| 8.             | "Mountains"               | 3:39    |  |
| 9.             | "Afraid of Time"          | 2:32    |  |
| 10.            | "A Place Among the Stars" | 3:27    |  |
| 11.            | "Running Out"             | 1:57    |  |
| 12.            | "I'm Going Home"          | 5:48    |  |
| 13.            | "Coward"                  | 8:26    |  |
| 14.            | "Detach"                  | 6:42    |  |
| 15.            | "S.T.A.Y."                | 6:23    |  |
| 16.            | "Where We're Going"       | 7:41    |  |
| Duração total: | Duração total:            | 71:47   |  |

### Edição Deluxe com trilhas extras
| Lista de faixas | |         |  |
| N.º             | Título | Duração |  |
| 17.             | "First Step" | 1:47    |  |
| 18.             | "Flying Drone" | 1:53    |  |
| 19.             | "Atmospheric Entry" | 1:40    |  |
| 20.             | "No Need to Come Back" | 4:32    |  |
| 21.             | "Imperfect Lock" | 6:54    |  |
| 22.             | "No Time for Caution" | 4:06    |  |
| 23.             | "What Happens Now" | 2:26    |  |
| 24.             | "Do Not Go Gentle into That Good Night" (poema de Dylan Thomas)(recitado por John Lithgow, Ellen Burstyn, Casey Affleck, Jessica Chastain, Matthew McConaughey and Mackenzie Foy) | 1:39    |  |
| Duração total:  | Duração total: | 20:51   |  |

### Edição Illuminated Star Projection
| Disco 1        |                           |         |  |
| N.º            | Título                    | Duração |  |
| 1.             | "Dreaming of the Crash"   | 3:55    |  |
| 2.             | "Cornfield Chase"         | 2:06    |  |
| 3.             | "Dust"                    | 5:41    |  |
| 4.             | "Day One"                 | 3:19    |  |
| 5.             | "Stay"                    | 6:52    |  |
| 6.             | "Message from Home"       | 1:40    |  |
| 7.             | "The Wormhole"            | 1:30    |  |
| 8.             | "Mountains"               | 3:39    |  |
| 9.             | "Afraid of Time"          | 2:32    |  |
| 10.            | "A Place Among the Stars" | 3:27    |  |
| 11.            | "Running Out"             | 1:57    |  |
| 12.            | "I'm Going Home"          | 5:48    |  |
| 13.            | "Coward"                  | 8:26    |  |
| 14.            | "Detach"                  | 6:42    |  |
| 15.            | "S.T.A.Y."                | 6:23    |  |
| 16.            | "Where We're Going"       | 7:41    |  |
| Duração total: | Duração total:            | 71:38   |  |

| Disco 2        | |         |  |
| N.º            | Título | Duração |  |
| 1.             | "First Step" | 1:48    |  |
| 2.             | "Flying Drone" | 1:53    |  |
| 3.             | "Atmospheric Entry" | 1:39    |  |
| 4.             | "No Need to Come Back" | 4:33    |  |
| 5.             | "Imperfect Lock" | 6:55    |  |
| 6.             | "What Happens Now" | 2:05    |  |
| 7.             | "Who's They?" | 7:17    |  |
| 8.             | "Murph" | 11:21   |  |
| 9.             | "Organ Variation" | 4:52    |  |
| 10.            | "Tick-Tock" | 8:19    |  |
| 11.            | "Day One" (Demo original) | 3:49    |  |
| 12.            | "Do Not Go Gentle into That Good Night" (poema de Dylan Thomas)(recitado por John Lithgow, Ellen Burstyn, Casey Affleck, Jessica Chastain, Matthew McConaughey and Mackenzie Foy) | 1:37    |  |
| 13.            | "No Time for Caution" (Trilha escondida) | 4:06    |  |
| Duração total: | Duração total: | 60:14   |  |

### Trilha bônus do MovieTickets.com
| Lista de faixas |                |         |  |
| N.º             | Título         | Duração |  |
| 1.              | "Day One Dark" | 6:58    |  |